# (21525) 1998 MP23
(21525) 1998 MP23 es un asteroide perteneciente al cinturón de asteroides descubierto el 25 de junio de 1998 por el equipo del Spacewatch desde el Observatorio Nacional de Kitt Peak, Arizona, Estados Unidos.

## Designación y nombre
Designado provisionalmente como 1998 MP23.

## Características orbitales
1998 MP23 está situado a una distancia media del Sol de 2,790 ua, pudiendo alejarse hasta 3,291 ua y acercarse hasta 2,289 ua. Su excentricidad es 0,179 y la inclinación orbital 9,224 grados. Emplea 1702,32 días en completar una órbita alrededor del Sol.

## Características físicas
La magnitud absoluta de 1998 MP23 es 13,6. Tiene 11,755 km de diámetro y su albedo se estima en 0,031. 